# Spring Valley (Wisconsin)
Spring Valley es una villa ubicada en el condado de Pierce en el estado estadounidense de Wisconsin. En el Censo de 2010 tenía una población de 1.352 habitantes y una densidad poblacional de 115,06 personas por km².

## Geografía
Spring Valley se encuentra ubicada en las coordenadas 44°51′8″N 92°14′35″O / 44.85222, -92.24306. Según la Oficina del Censo de los Estados Unidos, Spring Valley tiene una superficie total de 11.75 km², de la cual 10.72 km² corresponden a tierra firme y (8.77%) 1.03 km² es agua.

## Demografía
Según el censo de 2010, había 1.352 personas residiendo en Spring Valley. La densidad de población era de 115,06 hab./km². De los 1.352 habitantes, Spring Valley estaba compuesto por el 98.37% blancos, el 0.37% eran afroamericanos, el 0.15% eran amerindios, el 0.3% eran asiáticos, el 0% eran isleños del Pacífico, el 0.37% eran de otras razas y el 0.44% pertenecían a dos o más razas. Del total de la población el 1.33% eran hispanos o latinos de cualquier raza.